# Liste von Kunstwerken im öffentlichen Raum in Liestal
Dies ist eine Liste von Kunstwerken im öffentlichen Raum in Liestal. Sie enthält öffentlich zugängliche Objekte in Liestal (Kanton Basel-Landschaft, Schweiz).
| Foto                              |                 | Objekt                                                    |  | Typ                             |  |                   | Teil von                | Standort                       | Künstler      | Datierung      | Beschreibung                                                      |
| --------------------------------- | --------------- | --------------------------------------------------------- |  | ------------------------------- |  | ----------------- | ----------------------- | ------------------------------ | ------------- | -------------- | ----------------------------------------------------------------- |
| Prometheus und die Seele          | Datei hochladen | Prometheus und die Seele                                  |  | Skulptur                        |  |                   |                         | ·                              | August Suter  |                | Denkmal für Carl Spitteler (1845-1924)                            |
| Heinrich Strübin-Brunnen          | Datei hochladen | Heinrich Strübin-Brunnen • Heiny Strübin; Strübin-Brunnen |  | Statue, Brunnen, Denkmal Bronze |  | Denkmal · Brunnen |                         | Zeughausplatz ·                | Jakob Probst  | 1956           | Denkmal für Heinrich Strübin (vor 1450-1517) Grösse: 2 m (Statue) |
| Äskulap-Schlange                  | Datei hochladen | Äskulap-Schlange                                          |  | Brunnen                         |  | Brunnen           |                         | Rathausstrasse/Spitalgasse ·   | Fritz Bürgin  |                |                                                                   |
| Genesende                         | Datei hochladen | Genesende                                                 |  | Statue                          |  |                   | Kantonsspital Baselland | Koordinaten fehlen! Hilf mit.  | Jakob Probst  | 1960           |                                                                   |
| Heinrich Strübin-Wandbild         | Datei hochladen | Heinrich Strübin-Wandbild                                 |  | Wandbild                        |  |                   | Güldihaus               | Rathausstrasse 35/Rosengasse · | Otto Plattner | 1946           | Denkmal für Heinrich Strübin                                      |
| Bauernkriegsdenkmal               | Datei hochladen | Bauernkriegsdenkmal                                       |  | Obelisk, Denkmal                |  | Denkmal           | Kaserne Liestal         | Koordinaten fehlen! Hilf mit.  |               | 1904           | Denkmal für den Bauernkrieg 1653                                  |
| Wehrmannsdenkmal                  | Datei hochladen | Wehrmannsdenkmal • Junger Eidgenoss                       |  | Brunnen, Denkmal                |  | Denkmal · Brunnen | Regierungsgebäude       | ·                              | Jakob Probst  | 1923/1934/1955 |                                                                   |
| Krieger mit Schweizerbanner       | Datei hochladen | Krieger mit Schweizerbanner                               |  | Wandbild                        |  |                   | Oberes Tor              | Rathausstrasse 71 ·            | Otto Plattner | 1949/1950      |                                                                   |
| Volk und Staat                    | Datei hochladen | Volk und Staat                                            |  | Statuengruppe                   |  |                   | Kantonsspital Baselland | ·                              | August Suter  | 1956           |                                                                   |
| Wüstenvogel                       | Datei hochladen | Wüstenvogel                                               |  | Skulptur                        |  |                   |                         | Koordinaten fehlen! Hilf mit.  | Fritz Bürgin  |                |                                                                   |
| Wandbild für die Schuhmacherzunft | Datei hochladen | Wandbild für die Schuhmacherzunft                         |  | Wandbild                        |  |                   |                         | Koordinaten fehlen! Hilf mit.  | Otto Plattner |                |                                                                   |
| Denkmal für Georg Herwegh         | Datei hochladen | Denkmal für Georg Herwegh                                 |  | Denkmal                         |  | Denkmal           |                         | ·                              |               |                | Denkmal für Georg Herwegh                                         |